# Estación Industriales (Metro de Medellín)
La Estación Industriales es la decimocuarta estación de la línea A del Metro de Medellín de norte a sur. Esta estación permite la transferencia peatonal a la estación Industriales del Metroplús. La estación está ubicada entre el río Medellín y la Avenida Regional y justo a un lado de la Calle 30, una vía que atraviesa la ciudad de oriente a occidente y comunica los barrios de El Poblado con Belén y contigua a la Autopista Sur que conduce al suroccidente de Colombia. 
Comunicándose con esta estación se encuentra la estación homónina de las líneas 1 y 2 del Metroplús, sistema de transporte de buses de mediana capacidad, el cual atraviesa la Avenida Calle 30 desde la Universidad de Medellín hasta el río Medellín.
La estación lleva el nombre del territorio en donde se encuentra ubicada, que a su vez hace honor a quienes han forjado el progreso de una ciudad con vocación industrial y comercial. Desde esta parte de la ciudad hacia el sur y siguiendo el río, se han ubicado por tradición las principales fábricas e industrias que en el renglón nacional tienen sede o son originarias del Departamento de Antioquia.
La estación se encuentra aledaña a la sede de Bancolombia, el Puente de Argos y el cerro Nutibara.

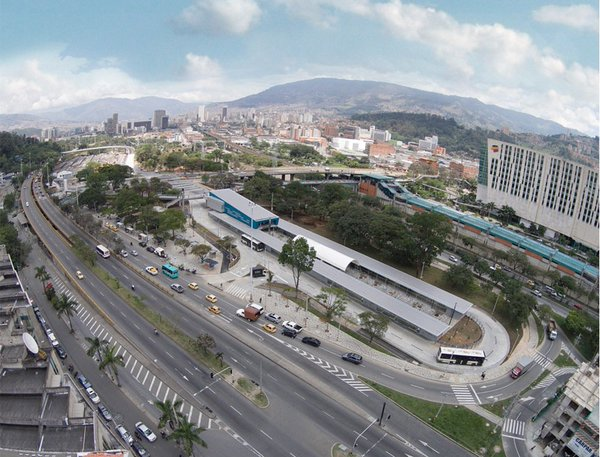
La estación del Metroplús en 2016.

La confluencia con la Calle 30 la hace un sitio indicado para tomar rutas que conducen hacia el sur occidente de la ciudad, especialmente hacia Belén. Desde allí se puede acceder además a la Universidad de Medellín y al Parque de Belén.
Está integrada al sistema Metroplús con el ánimo de facilitar la movilidad en la ciudad de Medellín, cuenta con plataformas de acceso y no le genera doble pago al usuario. El 29 de octubre de 2014 se inaugura la estación Industriales de Metroplús, convirtiéndola desde entonces, en la más grande del sistema.

## Diagrama de la estación - Metro
| NIVEL 2          |                                                       |     |
| Salida / Entrada |                                                       |     |
|                  |                                                       |     |
| SUELO            |                                                       |     |
|                  | Plataforma lateral, las puertas se abren a la derecha |     |
| Norte            | ← hacia Estación Exposiciones (Estación Niquía)       | Sur |
| Norte            | → hacia Estación Poblado (Estación La Estrella )      | Sur |
|                  | Plataforma lateral, las puertas se abren a la derecha |     |
|                  |                                                       |     |

## Horario
| Horarios de estación                  | Lunes a viernes | Sábado | Domingo y festivos |
| ------------------------------------- | --------------- | ------ | ------------------ |
| Primer tren con dirección Niquía      | 04:32           | 04:32  | 05:02              |
| Primer tren con dirección La Estrella | 04:33           | 04:33  | 05:03              |
| Último tren con dirección Niquía      | 22:59           | 22:59  | 22:16              |
| Último tren con dirección La Estrella | 23:05           | 23:05  | 22:24              |

## Rutas integradas
| RUTA | NOMBRE                                                                            | DESTINO |
| ---- | --------------------------------------------------------------------------------- | ------- |
| 130i | Industriales - Poblado - Aguacatala                                               |         |
| 136i | Chuscalito (Las Palmas) - Palms Avenue - Av. Poblado - Carrera 43F - Industriales |         |

## Zonas de interés
- Cerro Nutibara
- Museo de Arte Moderno de Medellín